# Opatství Montevergine
Územní opatství Montevergine je územní opatství subiacko-kassinské kongregace benediktinského řádu v Kampánii založené v průběhu 12. století.

## Administrativní zařazení
Jako územní opatství je sufragánní k beneventánské arcidiecézi, nachází se v církevní oblasti Kampánie. Katedrálou územního opatství je opatský kostel Panny Marie, celkem zahrnuje 1 farnost.